# Provincia di Coorg
La provincia di Coorg (in inglese: Coorg Province) era una agenzia dell'India britannica. La sede della capitale locale era posta a Mercara.
La provincia venne amministrata da un commissario e poi da un commissario capo nominato dal governatore dell'India. Il commissario capo, aveva solitamente sede a Bangalore. Dal 1834 al 1881, il commissario capo fu anche commissario di Mysore. Dal 1881 al 1940, il commissario capo fu anche il residente britannico presso lo stato principesco di Mysore.
La provincia di Coorge venne stabilita nel maggio del 1834, quando il regno di Coorg venne abolito ed i suoi territori vennero annessi all'India britannica come conseguenza della guerra di Coorg. La provincia di Coorg era in gran parte abitata dalla popolazione dei kodava che parlavano la lingua kodava. Nel corso del XIX secolo, un gran numero di piantagioni di caffè vennero impiantate a Coorg col risultato del far divenire Coorg una delle maggiori produttrici di caffè dell'Impero britannico. Il popolo kodava di Coorg era conosciuto per il proprio coraggio e pertanto dava ogni anno molte reclute all'esercito indiano.
L'istituzione di un consiglio legislativo nella provincia nel 1924, portò 15 membri eletti e cinque nominati. La provincia di Coorg divenne lo stato di Coorg nell'Unione Indiana dopo la proclamazione della repubblica indiana il 26 gennaio 1950. Nel 1956, lo stato venne unito al vicino stato di Mysore come disposto dallo States Reorganisation Act, 1956.

## Storia
La provincia di Coorg venne fondata nel giugno del 1834 a seguito della capitolazione dell'ultimo maharaja del regno di Coorg, Chikka Virarajendra, il 24 aprile 1834 dopo la guerra di Coorg. Il generale James Stuart Fraser, comandante in capo delle forze della Compagnia britannica delle Indie orientali nella guerra venne nominato amministratore militare dell'area di Coorg. Fraser lasciò il proprio incarico nell'ottobre del 1834 quando venne nominato residente nel regno di Mysore ed il capitano Le Hardy venne nominato suo successore. Le Hardy venne succeduto da Sir Mark Cubbon il quale prese anche la carica di commissario di Mysore nel 1834 quando re Krishnaraja Wadiyar III venne deposto. Nel 1837, una grande insurrezione ebbe luogo nella parte occidentale della provincia, istigata dai contadini di locali lingua tulu, la quale venne ben presto repressa. I capi kodava rimasero arroccati sui loro sentimenti e l'aiuto in uomini, denaro e assistenza logistica che diedero agli inglesi vennero ricompensati con concessioni terriere, titoli e la "Coorg medal".
Cubbon governò sino al 1859 riformando tutti i rami dell'amministrazione provinciale e imponendo ordine e legge con pugno di ferro. Egli installò anche un modello civile basato su quello dei nativi indiani. Cubbon venne succeduto da L. B. Bowring che governò sino al 1870. Bowring venne succeduto da R. J. Meade, C. B. Saunders e J. D. Gordon. Dal 1834 al 1869, l'amministratore ebbe il titolo di "commissario di Mysore e Coorg" e dal 1869 al 1881, quello di "commissario capo di Mysore e Coorg". Quando il regno di Mysore venne restaurato nel 1881, il commissario di Coorg cessò di essere anche l'amministratore di Mysore e venne rimpiazzato in loco da un residente che continuò a dirigere gli affari dello stato da Bangalore.
Il 1 luglio 1940, Coorg venne resa praticamente indipendente da Mysore con un commissario capo separato, J. W. Pritchard, venne nominato ad amministrare la provincia. Pritchard venne succeduto da Ketoli Chengappa, il primo indiano a ricoprire tale carica. Coorg divenne indipendente dal governo britannico il 15 agosto 1947 quando Chengappa venne nominato commissario capo. Rimase una provincia sino al 26 gennaio 1950, quando la costituzione indiana rimpiazzò le province con degli stati federati.

## Amministrazione
Quando la compagnia britannica delle Indie orientali conquistò lo stato alla fine della guerra di Coorg, i taluks di Amara-Sulya e Puttur vennero separati da Coorg ed annessi a Kanara. Nell'ottobre del 1834, il governo diretto della compagnia venne esteso all'intera provincia di Coorg. Da quel momento in poi, Coorg venne governata da un commissario e dal 1869, da un commissario capo di base a Bangalore. Dal 1881, il capo commissario divenne di consueto anche residente nello stato principesco di Mysore. Questi dirigeva gli affari locali attraverso un sovrintendente a Fraserpet durante la stagione dei monsoni ed a Mercara per il resto dell'anno. Il 1 luglio 1940, il commissario capo venne separato dalla residenza di Mysore e venne creato un nuovo commissario capo separato con sede a Mercara.
La provincia di Coorg era divisa in sei taluks - Kiggatnad, Mercara, Nanjarajapatna, Padinalkad, Yedenalkad e Yelusaviraseeme. I taluks erano poi suddivisi in nads o hoblis. Nel 1878, Coorg aveva un totale di 508 villaggi e sei città - Mercara, Virajpet, Fraserpet, Somwarpet, Kodlipet e Ponnampet.
| Taluk           | Quartieri taluk | Numero di villaggi |           |          |    |
| --------------- | --------------- | ------------------ | --------- | -------- | -- |
| Taluk           | Quartieri taluk | Numero di villaggi | Kiggatnad | Hudikere | 63 |
| Mercara         | Mercara         | 57                 |           |          |    |
| Nanjarajapatna  | Fraserpet       | 114                |           |          |    |
| Padinalknad     | Napoklu         | 57                 |           |          |    |
| Yedenalknad     | Virajpet        | 49                 |           |          |    |
| Yelusaviraseeme | Shanivarsante   | 168                |           |          |    |

Sino al 1924, Coorg non ebbe una legislatura propria. Nel 1920 la Coorg Landholders' Association venne costituita per condurre una campagna per maggiori diritti per i proprietari terrieri locali. Il 28 gennaio 1924, venne costituita un'assemblea legislativa di 20 membri di cui 15 eletti e 5 nominati. Quest'assemblea sopravvisse con ben pochi cambi sino all'indipendenza indiana. Nel 1949, il numero dei membri venne ridotto di due quando vennero abolite le costituenti europee.

## Demografia
Secondo il censimento del 1871, Coorg aveva una popolazione di 168.312 individui di cui gli indù erano 154.474 (91,6%) della popolazione totale, seguiti da musulmani (11.304, 6,7%), cristiani (2410, 1,4%) e jains (112 individui). Vi erano anche 10 parsi e 2 cinesi. Tra gli aderenti all'induismo, i kodavas erano 26.389 (17%), mentre il resto erano catalogati come non-kodavas. Gli indù tribali erano 14.783 (9%) mentre le tribù nomadi comprendevano 1344 persone (0.8%). Gli Amma Kodavas erano la classe sacerdotale predominante prima dell'arrivo dei bramini. I musulmani erano in gran parte concentrati a Mercara, Padinelkad e Yedinalkad. Dei 2410 cristiani, 181 erano europei e 229 anglo-indiani.
La lingua ufficiale della provincia di Coorg era il kannada ma veniva parlato anche il kodava ed il dialetto takk. In alcune aree si parlava anche il tulu, il malayalam ed altre lingue tribali minori.

## Economia
I prodotti principali di Coorg erano costituiti dal caffè, dal the e dalla gomma. Coorg era una delle province indiane dove si produceva maggiormente il the con un totale di 415 acri di terra coltivata. Durante il governo dei raja, il riso era la coltivazione più importante dell'area. Venne rimpiazzato dal caffè quando lo stato passò sotto il governo inglese. La prima piantagione di caffè venne aperta a Mercara nel 1854. Dal 1854 al 1870, le coltivazioni di caffè a Coorg si espansero rapidamente, raggiungendo la produzione di 579 tonnellate nel 1857 e le 3000 tonnellate nel 1867 sino a 4880 tonnellate nel 1876. La produzione di caffè si abbassò un poco tra il 1870 ed il 1871 ma riprese velocemente raggiungendo il picco massimo della produzione locale tra il 1878 ed il 1883. I prezzi del caffè caddero del 40% tra il 1879 ed il 1889 per la competizione col caffè brasiliano, ma ripresero nel 1890 quando il Brasile diminuì la produzione. Con fortune alterne, il caffè continuò ad essere la risorsa più importante di Coorg durante tutto il periodo coloniale.
Il riso era la principale coltivazione di Coorg per il mercato interno. Nel 1948-49, Coorg esportava circa 11.800 tonnellate di riso verso lo stato di Mysore e verso il distretto di Malabar della presidenza di Madras. Altre coltivazioni principali a Coorg erano le arance, il cardamomo ed il pepe.

## Trasporti e comunicazioni
Coorg era dotata di strade da secoli ma queste non erano adatte per carri di grossa taglia. Le prime strade carrozzabili vennero realizzate dagli inglesi. Le due strade principali di Coorg vennero costruire nel XIX secolo ed erano la Eastern Trunk Road e la Northern Trunk Road entrambe che si incontravano a Mercara. La strada da Mysore entrava nel territorio di Coorg a Fraserpet e si portava poi verso Mercara. La costruzione di questa strada ebbe inizio nel gennaio del 1835 e venne completata nel 1837. La strada che attraversa Cauvery venne completata tra il 1846 ed il 1848 con un porte a sette arcate. La Sampaji Ghat Road che connetteva Mercara con Mangalore venne cominciata dopo i monsoni del 1837 e venne completata con notevoli difficoltà a causa di una epidemia scoppiata. La strada da Cannanore a Mercara venne completata nel 1849 ed estesa a Kodlipet nel 1862. La strada venne aperta al traffico regolare nel 1868. La Northern Trunk Road connetteva Mercara con Manjarabad passando per Somwarpet e Kodlipet e venne completata nel 1869.
A Coorg non vi furono mai ferrovie per quanto diverse furono le petizioni avanzate in tal senso. Nel 1902, i piantatori di Coorg chiesero al viceré Lord Curzon di impegnarsi nella costruzione di una ferrovia che collegasse Coorg con Tellicherry sulla costa occidentale; malgrado l'avvio di studi preliminari, il progetto venne archiviato.

## Educazione
Nel 1834, venne aperta a Mercara ed a Virajpet la prima scuola di inglese e kanarese. A Kiggatnad venne aperta la prima scuola media, la quale ad ogni modo venne chiusa nel 1842 per mancanza di fondo. Nel 1855, il Dr. Moegling, il primo missionario protestante a Coorg fondò la scuola inglese di Mercara. Dal 1870, vi erano in totale 25 scuole, molte delle quali affiliate alla scuola centrale di Mercara.